# Antiphrisson adpressus
Antiphrisson adpressus är en tvåvingeart som först beskrevs av Friedrich Hermann Loew 1849.  Antiphrisson adpressus ingår i släktet Antiphrisson och familjen rovflugor. Inga underarter finns listade i Catalogue of Life.